# Penicillium coeruleum
Penicillium coeruleum är en svampart som beskrevs av Sopp. Penicillium coeruleum ingår i släktet Penicillium och familjen Trichocomaceae.   Inga underarter finns listade i Catalogue of Life.